# Nimioglossa planicosta
Nimioglossa planicosta là một loài ruồi trong họ Tachinidae.